# When You're in Love
When You're in Love (bra Prelúdio de Amor) é um filme estadunidense de 1937, do gênero comédia romântico-musical, dirigido por Harry Lachman e Robert Riskin, que coescreveu o roteiro com Cedric R. Worth e Ethel Hill.
Roteirista favorito de Frank Capra, Robert Riskin faz aqui seu único trabalho na direção.

## Sinopse
Impedida de se apresentar nos Estados Unidos a não ser que se case, uma estrela australiana da ópera contrata um artista falido para um casamento de conveniência, mas ele acaba se apaixonando por ela.

## Elenco
- Grace Moore ...  Louise Fuller
- Cary Grant ...  Jimmy Hudson
- Aline MacMahon ...  Marianne Woods
- Henry Stephenson ...  Walter Mitchell
- Thomas Mitchell ...  Hank Miller